# Станіслав Нев'ядомський

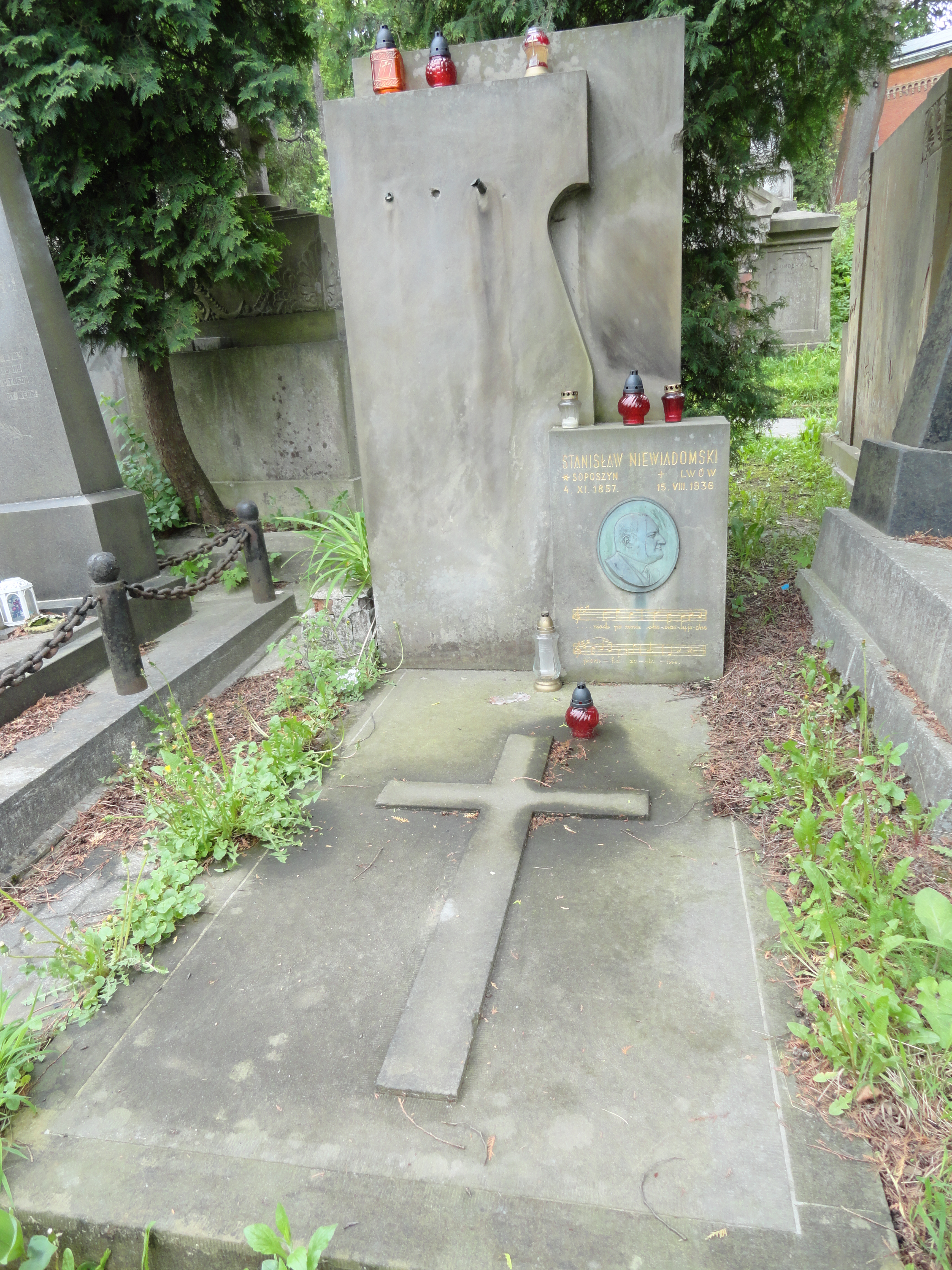
Надгробок на могилі Станіслава Нев'ядомського.

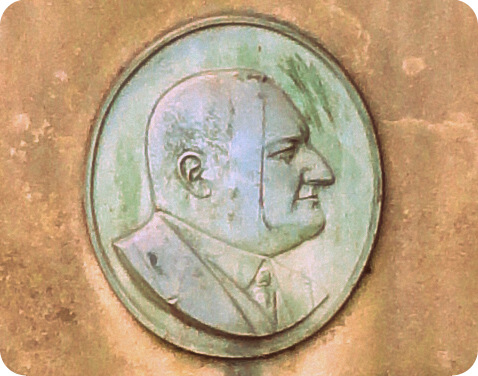
Портрет Станіслава Нев'ядомського на його могилі.

Стані́слав Ка́роль Нев'ядо́мський (пол. Stanisław Karol Niewiadomski; 4 листопада 1859, Сопошин — 15 серпня 1936, Львів) — польський композитор, диригент, педагог і музичний критик.

## Біографія
Станіслав Нев'ядомський здобув початкову й середню освіту у Львові. Уроки гри на фортепіано брав у Матильди Жлобицької (1836—1895). Навчався під керівництвом Стефана Вітте, Кароля Мікулі та Францішека Сломковського у львівській Консерваторії Галицького музичного товариства. 1880 року дебютував як композитор кантати «Akt wiary» («Акт віри») для баса, чоловічого хору та оркестру, написаної на честь 50-річчя Листопадового повстання. Твір мав успіх і вплинув на рішення автора спеціалізуватися як композитор. З 1882 по 1885 рік Нев'ядомський навчався композиції, спочатку в Консерваторії Товариства друзів музики у Відні під керівництвом Франца Кренна, а тоді в Королівській консерваторії в Лейпцигу в Саломона Ядассона. Крім того, поїхав до Італії й переймав у Франческо Ламперті методи викладання хорового співу.
Повернувшись до Львова, розпочав діяльність як педагог, музичний критик і організатор музичного життя. Спочатку був корепетитором у львівському Театрі Скарбека, а у 1886—1887 роках працював у ньому художнім керівником постановки опер і оперет. 1887 року Нев'ядомський став професором Консерваторії Галицького музичного товариства у Львові, де він залишався до 1918-го, викладаючи теорію музики, гармонію, історію музики і керуючи класом хорового співу. Водночас у 1885—1892 роках був, разом зі Станіславом Цетвінським, диригентом співочого товариства «Lutnia-Macierz» («Лютня-мати»), а з 1888 по 1892 рік навчав хорового співу у співочій школі при цьому товаристві. У 1890—1900 роках належав до комісії, що здійснювала художній нагляд за діяльністю Театру Скарбека.
1892 року він був відповідальний за польську секцію на Віденській міжнародній музичній і театральній виставці. 1910 року провадив у Львові приготування до святкування сотих роковин від дня народження Шопена. У 1913 році Нев'ядомський головував на перших зустрічах польських музичних товариств.
У 1886 році Станіслав Нев'ядомський почав активно писати музичні огляди та рецензії для львівських газет («Gazeta Lwowska» i «Dziennik Polski»). Також співпрацював з варшавським часописом «Echo Muzyczne, Teatralne i Artystyczne». У 1902—1914 роках публікував музичні статті та рецензії тільки у виданні «Słowo Polskie». За весь час опублікував близько тисячі статей і рецензій.
Роки Першої світової війни (1914—1918) Нев'ядомський провів у Відні, де керував філією Львівської консерваторії, організованою для біженців, а також польським церковним мішаним хором. Професорсько-викладацький склад цієї установи становили переважно львів'яни, евакуйовані до Відня. Після повернення до Львова в 1918 році він став керівником опери в Міському театрі, де поставив цикл опер, приурочений до сотих роковин від дня народження Станіслава Монюшка. З 1918 по 1921 рік видавав часопис «Gazeta Muzyczna». 1919 року Нев'ядомський переїхав на постійне проживання до Варшави, де в Державній консерваторії до 1927 року викладав естетику, історію музики та інструментознавство. 1924 року він заснував у Варшаві Спілку письменників і музичних критиків, яку очолював багато років. Він також був першим головою Секції сучасних польських композиторів, заснованої в 1925 році. У 1927—1931 обіймав посаду музичного директора Музичного інституту імені Антонія Грудзинського. У Варшаві Нев'ядомський дописував до газет «Rzeczpospolita», «Warszawianka», «Dzień Polski», «Kurier Polski», «Muzyka», «Gazeta Poranna», «Lwowskie Wiadomości Muzyczne i Literackie», «Wiek Nowy» (Львів), «Przegląd Muzyczny» (Познань), «Orkiestra» (Перемишль) і «Śpiewak» (Катовиці). Крім того, він виступав із лекціями та бесідами на радіо, а також зрідка у філармонії й оперному театрі. 1931 року Нев'ядомський став лауреатом Музичної премії міста Варшави. У 1934 він був у числі засновників Інституту Фридерика Шопена.
Помер у львівському санаторії «Salus». Похований на Личаківському цвинтарі у Львові.

## Нагороди
- Офіцерський хрест ордена Відродження Польщі[4]
- Лицарський хрест ордена Франца Йосифа — Австро-Угорщина (1908)[5]
- Орден Полярної зірки — Швеція (1933)[4]

## Твори
До музичної спадщини Станіслава Нев'ядомського належать дві симфонії, п'ять концертних увертюр, один струнний квартет, а також понад 500 творів для фортепіано, голосу та хору.

### Для оркестру
- Symfonia a-moll
- Symfonia B-dur

### Камерні твори
- Kwartet smyczkowy d-moll

### Для фортепіано
- Trzy utwory (Menuet, Barcarolle, Valse) op. 12
- Dwa utwory (Romanze, Valse-Caprice) op. 16
- Deux Mazureks op. 26
- Liebesfeste op. 27
- 4 Charakterstücke op. 28
- Quatre morceaux op. 30
- Polonaise et Krakowiak op. 31
- 6 Morceaux mélodiques op. 34
- Trois danses polonaises
- Thème et variations d-moll

### Для чоловічого хору
- Trzy pieśni op. 5, słowa Adam Asnyk (ok. 1888)
- Grób wikinga op. 22, słowa Or-Ot (ok. 1897)
- Zaszumiał las op. 32, słowa Maria Konopnicka (ok. 1885)
- Górskie dzwony op. 32, słowa Maria Konopnicka (przed 1907)
- Siostrzane dole op. 32, słowa anonimowe (przed 1907)
- Siedzi ptaszek na drzewie op. 32, słowa Adam Asnyk (przed 1907)
- Ave Caesar op. 35, słowa Maria Konopnicka
- Hymn polskiej młodzieży, słowa kompozytor

### Вокально-інструментальні твори
- Akt wiary, kantata na bas, chór męski i orkiestrę, słowa Kornel Ujejski
- Pod kolumną wieszcza op. 25, kantata na chór męski i instrumenty dęte lub chór męski a cappella, słowa Kazimierz Przerwa-Tetmajer (1898)
- Kantata na cześć Marii Konopnickiej «Pieśń hołdu» na głosy solowe, chór mieszany i orkiestrę, słowa Anna Neumanowa
- Modlitwa wiosenna na chór mieszany, fortepian lub orkiestrę, słowa Maria Konopnicka
- Serenada ku uczczeniu Najjaśniejszego Cesarza i Króla Franciszka Józefa I na chór męski i orkiestrę, słowa Stanisław Rossowski
- Na Podegrodziu na bas, chór męski, fortepian lub orkiestrę, słowa Stanisław Wyspiański

### Для голосу і фортепіано
- Trzy piosnki op. 1, słowa Emanuel Geibel (1873)
- Abdykacja op. 4, słowa Adam Asnyk (1888)
- Między nami nic nie było op. 4, słowa Adam Asnyk (1888)
- Z ksiąg Genezy op. 4, słowa Adam Asnyk
- Dwie pieśni op. 6, słowa Maria Konopnicka
- Z wiosennych tchnień, słowa Marian Gawalewicz (ok. 1893)
- Jaśkowa dola, słowa Maria Konopnicka (1894-98)
- Swaty op. 14, słowa Maria Konopnicka (1895)
- Menuet op. 17, słowa François Coppée
- Chanson de printemps op. 17, słowa A. d'Artois
- Boléro op. 17, słowa Alfred de Musset
- Kurhanek Maryli, słowa Adam Mickiewicz (1897—1907)
- W białym dworku op. 37, słowa Kazimierz Laskowski (przed 1903)
- Astry op. 40, słowa Adam Asnyk
- Paź i Poliksena, słowa Stanisław Wyspiański
- Słonko op. 49, słowa Adam Asnyk
- Maki op. 50, słowa Kornel Makuszyński (ok. 1916-18)
- Rota, słowa Maria Konopnicka
- Hymn do zgody, słowa Jan Kochanowski